# Енютин, Владимир Сергеевич
Владимир Сергеевич Енютин (5 ноября 1925, Еленовские Карьеры, Сталинский округ, Украинская ССР — 2002, Докучаевск, Донецкая область) — машинист экскаватора Часов-Ярского рудоуправления треста «Огнеупорнеруд» Сталинского совнархоза, Украинская ССР. Герой Социалистического Труда (1958).

## Биография
Родился в 1925 году в посёлке Еленовские Карьеры (с 1954 года — Докучаевск) Сталинского округа. Трудовую деятельность начал шахтёром на местном карьере. В октябре 1941 года вместе с 165-ью рабочими и техническими специалистами Еленовского рудоуправления эвакуировался в Челябинскую область, где трудился на добыче известняка около села Агаповка рудоуправления Магнитогорского металлургического комбината.
В апреле 1943 года призван в Красную Армию. Участвовал в Великой Отечественной войне. Воевал командиром взвода 88-мм миномётов в составе 673-го стрелкового полка 220-й стрелковой дивизии 13-й Армии. После демобилизации в июне 1946 года возвратился на родину и продолжил трудиться машинистом экскаватора на добыче извести и доломита для чёрной металлургии в Еленовском рудоуправлении (позже — трест «Огнеупорнеруд»).
Указом Президиума Верховного Совета СССР от 19 июля 1958 года удостоен звания Героя Социалистического Труда за «выдающиеся успехи, достигнутые в деле развития чёрной металлургии» с вручением ордена Ленина и золотой медали «Серп и Молот» (№ 9108).
Этим же указом званием Героя Социалистического Труда был награждён экскаваторщик треста «Огнеупорнеруд» Иван Васильевич Белоусов.
В последующем работал начальником смены одного из четырёх Докучаевских карьеров.
После выхода на пенсию проживал в Докучаевске. С 1982 года — персональный пенсионер союзного значения. Умер в 2002 году.
Награды
- Герой Социалистического Труда
- Орден Ленина
- Орден Отечественной войны 2 степени — дважды (22.02.1945; 11.03.1985)
- Орден Красной Звезды (14.01.1945)